# Pteromalus arnicae
Pteromalus arnicae är en stekelart som beskrevs av Janzon 1984. Pteromalus arnicae ingår i släktet Pteromalus och familjen puppglanssteklar.
Artens utbredningsområde är Sverige. Arten är reproducerande i Sverige. Inga underarter finns listade i Catalogue of Life.